# Hermann Stammschröer
Hermann Stammschröer (* 7. Februar 1890 in Wadersloh; † 7. Oktober 1957 in Beckum) war ein deutscher römisch-katholischer Geistlicher. Er war ein Widersacher des  Nationalsozialismus und im KZ Dachau inhaftiert.

## Leben
Hermann Stammschröer war der Sohn eines Bauern. Er studierte in Münster Theologie und wurde am 15. August 1913 in Münster zum Priester geweiht. Er war Kaplan in Marl (St. Georg) und in Henrichenburg (St. Lambertus), ab 1918 Rektor am St.-Antonius-Kloster der Franziskanerinnen von der Buße und der christlichen Liebe („Lüdinghauser Franziskanerinnen“) und Religionslehrer in Lüdinghausen und ab 1930 Studienassessor am dortigen Oberlyzeum St. Antonius, dem Lehrerinnenseminar der Franziskanerinnen.
Nach der Machtübergabe an die Nationalsozialisten hörte Rektor Stammschröer nicht auf zu sagen, was er von Hitler hielt („Revolverschnauze“). Im September 1933 wurde er aus dem Schuldienst entlassen. Daraufhin ernannte ihn Bischof Clemens August Graf von Galen zum Pfarrrektor von St. Josef in Gelmer. Der Lehrer am Ort bespitzelte ihn, doch zunächst ohne Folgen.
Nachdem Stammschröer in der Sonntagsmesse in freier Rede eine der drei berühmten Predigten seines Bischofs vom Juli und August 1941 vorgetragen hatte, fuhr er mit der rhetorischen Frage fort, ob das im Deutschen Reich herrschende Unrecht etwas anderes sei als das im bolschewistischen Russland herrschende Unrecht, und schloss mit einem Vers aus dem Magnificat: „Er stürzt die Mächtigen vom Thron und erhöht die Niedrigen.“ (Lk 1,52 ). Stammschröers Predigt wurde der Gestapo hinterbracht, am 31. Juli wurde er verhaftet.
Am 5. Oktober 1941 ging der Häftlingstransport aus Münster ins KZ Dachau ab, am 10. Oktober 1941 traf der Zug in Dachau ein. Stammschröer wurde in den Pfarrerblock des KZ Dachau eingeliefert (Häftlings-Nr. 27837). Am 10. April 1945 wurde er entlassen. In einer Pfarrei bei Eichstätt konnte er sich so weit erholen, dass er sich auf die Heimreise machen konnte. Am 16. Juni 1945 traf er wieder in Gelmer ein, die Gelmeraner empfingen ihn „wie einen Bischof“.
Im Juli 1946 wurde Stammschröer Pfarrdechant in St. Stephanus in Beckum. Aufgrund seiner von der KZ-Haft angegriffenen, schlechten Gesundheit und der Folgen eines schweren Fahrradunfalls musste er im März 1951 in den Ruhestand treten.
Hermann Stammschröer starb am 7. Oktober 1957.